# Agustín Medina Delgado
Agustín Medina Delgado, més conegut com a Agus Medina (8 de setembre de 1994), és un futbolista professional català que actualment juga a l'Albacete Balompié.

## Trajectòria esportiva
Format al Jàbac Terrassa, amb 14 anys va ser fitxat com a juvenil pel València FC després de veure'l jugar en un torneig a Oviedo. A València va jugar de central i com a pivot defensiu i va arribar a ser el capità de l'equip juvenil.
Al CE Sabadell, provinent de l'equip filial, on la temporada 2013-2014 va aconseguir l'ascens a la Tercera Divisió. El jugador destaca pel seu treball defensiu i la seva velocitat. El juliol de 2014 va renovar per una temporada amb el CE Sabadell, amb opció a dues més. Entre les seves influències es troba l'estil de Zidane i Piqué.